# دهستان جهلیان
دهستان جهلیان، یکی از دهستان‌های بخش مرکزی شهرستان کنارک در استان سیستان و بلوچستان ایران است. مرکز این دهستان، روستای جهلیان است.

## جمعیت
بر پایه سرشماری عمومی نفوس و مسکن در سال ۱۳۹۵، جمعیت دهستان جهلیان برابر با ۱۱٬۰۶۱ نفر بوده‌است.